# Aoyama (quartier)
Pour les articles homonymes, voir Aoyama.
Aoyama (青山), littéralement la montagne bleue, est un quartier au centre de Tōkyō, dans l'arrondissement Minato-ku.

## Économie
De nombreux sièges entreprises sont basés dans ce quartier :
- Honda Motor
- Sony Computer Entertainment
- Avex Trax
- Louis Vuitton Japon
- JCB
- Shirogumi